# Estrela, Estrela
Estrela, Estrela é o primeiro álbum do cantor, compositor e escritor brasileiro Vítor Ramil.

## Músicas
- Todas as faixas compostas por Vítor Ramil, exceto onde anotado.

1. "Assim, Assim" (Vitor Ramil/Kledir Ramil)
2. "Tribo" com Tetê Espíndola
3. "Engenho"
4. "Estrela, Estrela"
5. "Um e Dois" com Zizi Possi
6. "Mina de Prata" (Arthur Nestrovski/Vitor Ramil)
7. "Noite e Dia" (Pery Souza/Vitor Ramil)
8. "Aldeia" (Arthur Nestrovski/Vitor Ramil)
9. "Epílogo"

## Ficha técnica[2]

### Arranjadores
Egberto Gismonti, Luis Avelar, Zé Roberto Bertrami, Kleiton Ramil, Wagner Tiso, Vitor Ramil.

### Músicos
Vitor Ramil, Luis Avelar, Jamil Joanes, Mamão, Ricardo Silveira, Djalma Corrêa, Mauro Senise, Pery Souza, Paulo Rafael, Sérgio Boré, Wagner Tiso, Marquinhos, Alexandre Malheiros, Zé Roberto Bertrami, Meirelles, Robertinho Silva, Márcio Mallard, Netinho, Celso Votzenlogel, Vitor Biglione, Lenir Siqueira, Sandrino, Fátima Regina, Jane Duboc e orquestra de cordas.

### Participações especiais
Zizi Possi, Tetê Espíndola.

### Arte
Capa de Jorge Vianna.
Foto de Wilton Montenegro.

### Produção
João Augusto (DECK - Produções)
Gravadora Polygram, 1981.